# Aubigny-aux-Kaisnes
Aubigny-aux-Kaisnes is een gemeente in het Franse departement Aisne (regio Hauts-de-France) en telt 271 inwoners (1999). De plaats maakt deel uit van het arrondissement Saint-Quentin.

## Geografie
De oppervlakte van Aubigny-aux-Kaisnes bedraagt 3,7 km², de bevolkingsdichtheid is 73,2 inwoners per km².

## Demografie
Onderstaande figuur toont het verloop van het inwonertal (bron: INSEE-tellingen).
Vanwege een beveiligingsprobleem met de MediaWiki Graph-software is het momenteel niet mogelijk deze grafiek weer te geven. Zodra de software is bijgewerkt zal de grafiek vanzelf weer zichtbaar worden.

## Afbeeldingen

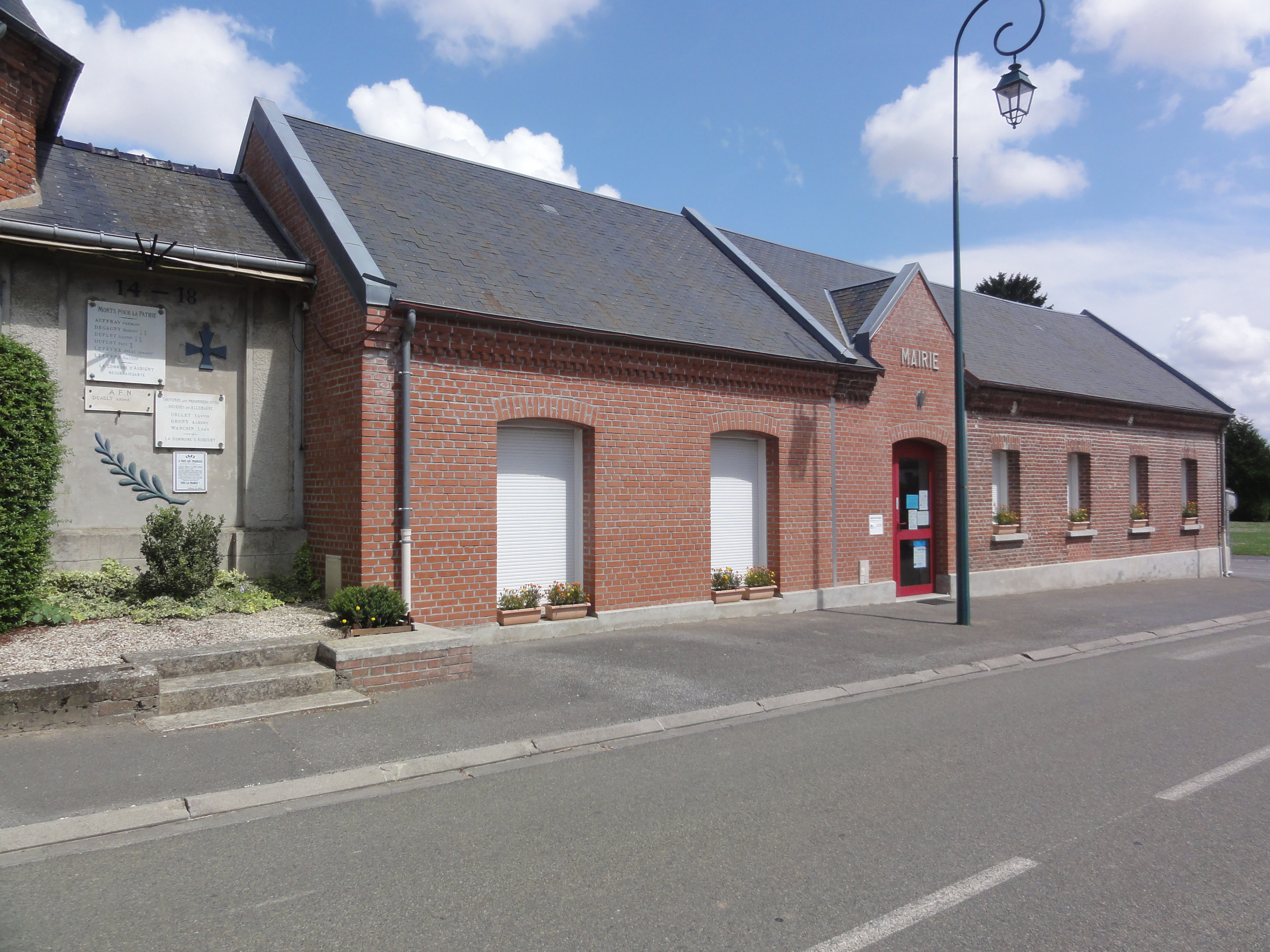
Gemeentehuis
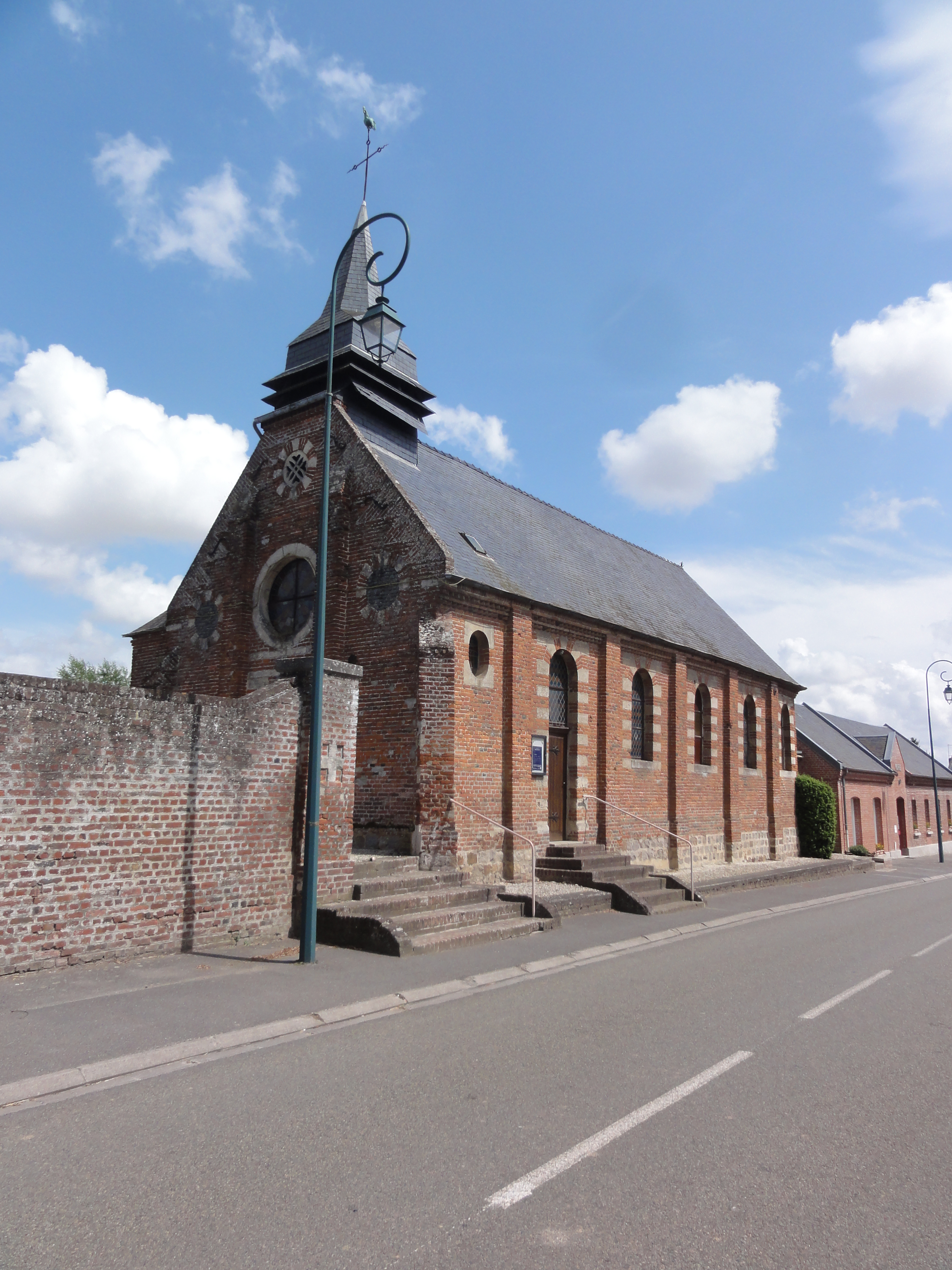
Kerk Saint-Nicolas